# Grallaria erythroleuca
Grallaria erythroleuca là một loài chim trong họ Grallariidae.